# Prvine
Prvine so naselje v Občini Lukovica.